# Trofeo Matteotti
Trofeo Matteotti är ett italienskt endagslopp i landsvägscykling som avhållits årligen (med enstaka undantag) sedan 1945. Rutten går som tretton varv på en 15 kilometer lång slinga med start och mål i Pescara nere vid Adriatiska havets kust och upp om tre backar (à 600–900 meter med 5–6 procents stigning) i Apenninerna. Från 1947 till 1949 var Trofeo Matteotti ett rent amatörlopp. Upplagorna 1965, 1975 och 1995 gällde även den italienska mästerskapstiteln. När UCI Europe Tour instiftades 2005 inkluderades Trofeo Mateotti kategoriserat som 1.1. Loppet ställdes in 2009 och 2014 på grund av finansieringsproblem, medan skälen till att loppet inte avhölls 2022 snarare var organisatoriska och tidsmässiga (VM gick i Australien en vecka senare).
Loppet är uppkallat efter den socialistiske politikern Giacomo Matteotti som kidnappades och mördades 1924.

## Podieplaceringar
| År               | Vinnare               | Tvåa                   | Trea                     |
| ---------------- | --------------------- | ---------------------- | ------------------------ |
| 1945             | Mario Ricci           | Sergio Maggini         | Glauco Servadei          |
| 1946             | Gino Bartali          | Adolfo Leoni           | Aldo Ronconi             |
| 1947             | Virgilio Salimbeni    | Angelo Fumagalli       | Augusto Bontempi         |
| 1948             | Spartaco Rosati       | Armando Barducci       | José Beyaert             |
| 1949             | Giuseppe Minardi      | Livio Isotti           | Widmer Servadei          |
| 1950             | Dante Rivola          | Fausto Marini          | Giovanni Pinarello       |
| 1951             | Elio Brascola         | Rinaldo Moresco        | Remo Sabatini            |
| 1952 ej avhållet |                       |                        |                          |
| 1953             | Giuseppe Doni         | Danilo Barozzi         | Livio Isotti             |
| 1954             | Giuliano Michelon     | Luciano Ciancola       | Livio Isotti             |
| 1955             | Giuseppe Minardi      | Danilo Barozzi         | Bruno Monti              |
| 1956             | Bruno Tognaccini      | Roberto Falaschi       | Waldemaro Bartolozzi     |
| 1957             | Silvano Ciampi        | Pierino Baffi          | Dino Bruni               |
| 1958             | Ercole Baldini        | Aldo Moser             | Nello Fabbri             |
| 1959             | Adriano Zamboni       | Silvano Ciampi         | Noè Conti                |
| 1960             | Oreste Magni          | Italo Mazzacurati      | Fernandino Brandolini    |
| 1961             | Angelo Conterno       | Gastone Nencini        | Gilbert Desmet           |
| 1962             | Pierino Baffi         | Bruno Mealli           | Silvano Ciampi           |
| 1963             | Pierino Baffi         | Rino Benedetti         | Franco Cribiori          |
| 1964             | Guido De Rosso        | Giovanni Fabbri        | Giuseppe Sartore         |
| 1965             | Guido De Rosso        | Diego Ronchini         | Ambrogio Portalupi       |
| 1966             | Vito Taccone          | Felice Gimondi         | Adriano Durante          |
| 1967             | Dino Zandegù          | Luigi Sgarbozza        | Michele Dancelli         |
| 1968             | Ole Ritter            | Michele Dancelli       | Adriano Passuello        |
| 1969             | Marino Basso          | Luigi Sgarbozza        | Adriano Durante          |
| 1970             | Felice Gimondi        | Vittorio Urbani        | Tino Conti               |
| 1971             | Wilmo Francioni       | Giancarlo Polidori     | Georges Pintens          |
| 1972             | Davide Boifava        | Michele Dancelli       | Emanuele Bergamo         |
| 1973             | Roger De Vlaeminck    | Marino Basso           | Pierino Gavazzi          |
| 1974             | Franco Bitossi        | Francesco Moser        | Giovanni Battaglin       |
| 1975             | Francesco Moser       | Valerio Lualdi         | Tino Conti               |
| 1976             | Francesco Moser       | Pierino Gavazzi        | Enrico Paolini           |
| 1977             | Wilmo Francioni       | Carmelo Barone         | Phil Edwards             |
| 1978             | Francesco Moser       | Giovanni Battaglin     | Mario Beccia             |
| 1979             | Giovanni Battaglin    | Silvano Contini        | Serge Parsani            |
| 1980             | Silvano Contini       | Pierino Gavazzi        | Giovanni Battaglin       |
| 1981             | Alf Segersäll         | Sergio Santimaria      | Gianbattista Baronchelli |
| 1982             | Moreno Argentin       | Palmiro Masciarelli    | Ennio Salvador           |
| 1983             | Marino Amadori        | Claudio Torelli        | Moreno Argentin          |
| 1984             | Michael Wilson        | Daniele Ferrari        | Stefano Giuliani         |
| 1985             | Pierino Gavazzi       | Palmiro Masciarelli    | Claudio Corti            |
| 1986             | Jørgen Marcussen      | Pierino Gavazzi        | Gianbattista Baronchelli |
| 1987             | Massimo Ghirotto      | Tullio Cortinovis      | Francesco Cesarini       |
| 1988             | Ennio Salvador        | Jørgen Marcussen       | Rolf Sørensen            |
| 1989             | Roberto Pelliconi     | Marco Vitali           | Eddie Salas              |
| 1990             | Mario Chiesa          | Franco Ballerini       | Stefano Giuliani         |
| 1991             | Daniel Steiger        | Pierino Gavazzi        | Stefano Giraldi          |
| 1992             | Beat Zberg            | Marco Lietti           | Leonardo Sierra          |
| 1993             | Alberto Elli          | Bruno Cenghialta       | Marco Giovannetti        |
| 1994             | Rolf Sørensen         | Gianluca Bortolami     | Davide Cassani           |
| 1995             | Gianni Bugno          | Paolo Lanfranchi       | Andrea Tafi              |
| 1996             | Andrea Ferrigato      | Alberto Elli           | Massimo Podenzana        |
| 1997             | Frank Vandenbroucke   | Daniele Nardello       | Carlo Finco              |
| 1998             | Francesco Casagrande  | Stefano Cattai         | Paolo Savoldelli         |
| 1999             | Francesco Casagrande  | Ivan Basso             | Fabio Sacchi             |
| 2000             | Evgueni Seniouskine   | Massimo Donati         | Luca Mazzanti            |
| 2001             | Gianni Faresin        | Luca Mazzanti          | Daniele De Paoli         |
| 2002             | Salvatore Commesso    | Fabio Sacchi           | Matteo Tosatto           |
| 2003             | Filippo Pozzato       | Alessandro Spezialetti | Claudio Bartoli          |
| 2004             | Danilo Di Luca        | Paolo Bossoni          | Oscar Camenzind          |
| 2005             | Ruggero Marzoli       | Paolo Bailetti         | Fortunato Baliani        |
| 2006             | Ruslan Pidhornyy      | Pasquale Muto          | Raffaele Ferrara         |
| 2007             | Filippo Pozzato       | Alessandro Bertolini   | Luca Mazzanti            |
| 2008             | Paolo Bettini         | Francesco Reda         | Pasquale Muto            |
| 2009 ej avhållet |                       |                        |                          |
| 2010             | Riccardo Chiarini     | Leonardo Bertagnolli   | Miguel Ángel Rubiano     |
| 2011             | Oscar Gatto           | Davide Rebellin        | Miguel Ángel Rubiano     |
| 2012             | Pierpaolo De Negri    | Marko Kump             | Fabio Taborre            |
| 2013             | Sébastien Reichenbach | Johann Tschopp         | Enrico Battaglin         |
| 2014 ej avhållet |                       |                        |                          |
| 2015             | Evgeny Shalunov       | Andrea Pasqualon       | Davide Viganò            |
| 2016             | Vincenzo Albanese     | Manuel Belletti        | Davide Viganò            |
| 2017             | Sergey Shilov         | Manuel Belletti        | Marco Canola             |
| 2018             | Davide Ballerini      | Giovanni Visconti      | Marco Tizza              |
| 2019             | Matteo Trentin        | Andrey Amador          | Daniel Savini            |
| 2020             | Valerio Conti         | Diego Rubio            | Daniel Savini            |
| 2021             | Matteo Trentin        | Jhonatan Restrepo      | Valentin Ferron          |
| 2022 ej avhållet |                       |                        |                          |
| 2023             | Sjoerd Bax            | Simone Velasco         | Lorenzo Rota             |
| 2024             | Orluis Aular          | Alessandro Covi        | Alexej Lutsenko          |
| 2025             |                       |                        |                          |